# Trevor Doornbusch
Trevor Doornbusch (* 6. července 1999) je profesionální fotbalista z Curaçaa, který hraje na pozici brankáře za nizozemský klub VVV-Venlo. Narodil se v Nizozemsku, ale hraje za národní tým Curaçaa.

## Klubová kariéra
Doornbusch je produktem mládežnických akademií Overbos, Ajaxu, RKSV RODA '23 a Heerenveenu. Svoji profesionální kariéru začal v Heerenveenu v roce 2017, kde zastával roli jejich náhradního brankáře. Dne 5. dubna 2018 podepsal s Heerenveenem svou první profesionální smlouvu až do roku 2020. V létě 2020 přestoupil do Telstaru, kde prožil kontroverzní angažmá, během něhož odehrál několik zápasů, ztratil místo v základní sestavě a nakonec si pozici znovu vybojoval. Dne 3. srpna 2022 přestoupil do Dordrechtu, kde opět působil jako náhradní brankář.
Dne 27. února 2025 podepsal Doornbusch kontrakt na dvě a půl sezóny s VVV-Venlo.

## Reprezentační kariéra
Doornbusch, narozený v Nizozemsku, má předky v Curaçau. Dříve hrál za Nizozemsko U17 a také za Nizozemsko U18. V březnu 2023 byl povolán do národního týmu Curaçaa na několik zápasů. Dne 13. června 2023 Doornbusch debutoval za Curaçao v přátelském zápase proti Portoriku v Miami, který skončil remízou 0:0.

## Statistiky

### Klubové
Platí k zápasu hranému 23. prosince 2023.
| Klub              | Sezóna            | Liga              | Liga   | Liga | Národní pohár | Národní pohár | Ostatní | Ostatní | Celkově | Celkově |
| Klub              | Sezóna            | Soutěž            | Zápasy | Góly | Zápasy        | Góly          | Zápasy  | Góly    | Zápasy  | Góly    |
| ----------------- | ----------------- | ----------------- | ------ | ---- | ------------- | ------------- | ------- | ------- | ------- | ------- |
| Heerenveen        | 2017/18           | Eredivisie        | 0      | 0    | 0             | 0             | 0       | 0       | 0       | 0       |
| Heerenveen        | 2018/19           | Eredivisie        | 0      | 0    | 0             | 0             | 0       | 0       | 0       | 0       |
| Heerenveen        | 2019/20           | Eredivisie        | 0      | 0    | 0             | 0             | 0       | 0       | 0       | 0       |
| Telstar           | 2020/21           | Eerste Divisie    | 2      | 0    | 0             | 0             | 0       | 0       | 2       | 0       |
| Telstar           | 2021/22           | Eerste Divisie    | 13     | 0    | 1             | 0             | 0       | 0       | 14      | 0       |
| Telstar           | Celkově           | Celkově           | 15     | 0    | 1             | 0             | 0       | 0       | 16      | 0       |
| Dordrecht         | 2022/23           | Eerste Divisie    | 0      | 0    | 1             | 0             | 0       | 0       | 1       | 0       |
| Dordrecht         | 2023/24           | Eerste Divisie    | 3      | 0    | 2             | 0             | 0       | 0       | 5       | 0       |
| Dordrecht         | Celkově           | Celkově           | 3      | 0    | 3             | 0             | 0       | 0       | 6       | 0       |
| Celkově v kariéře | Celkově v kariéře | Celkově v kariéře | 18     | 0    | 4             | 0             | 0       | 0       | 22      | 0       |

### Reprezentační
Platí k zápasu hranému 18. října 2023.
| Národní tým | Rok     | Zápasy | Góly |
| ----------- | ------- | ------ | ---- |
| Curaçao     | 2023    | 6      | 0    |
| Celkově     | Celkově | 6      | 0    |